# Pseudonigrita arnaudi
El tejedor social de Arnaud (Pseudonigrita arnaudi) es una especie de ave paseriforme de la familia Ploceidae. Está ampliamente distribuido en África, encontrándose desde el suroeste de Sudán al sur de Etiopía, Kenia, Uganda y Tanzania.

## Taxonomía
Se reconocen las siguientes subespecies:
- Pseudonigrita arnaudi arnaudi
- Pseudonigrita arnaudi dorsalis